# 徳光和夫の感動再会"逢いたい"
『徳光和夫の感動再会!"逢いたい"』（とくみつかずおのかんどうさいかい あいたい）は、TBSで放送されているバラエティ番組で徳光和夫の冠番組である。2006年10月19日から2009年3月19日まで一部系列局で毎週木曜18:55 - 19:54 （JST）にレギュラー放送され、レギュラー放送終了後は全国ネットで不定期特番として放送した。
本番組の前身として、2000年ごろから不定期に放送されていた特別番組『徳光&安住の感動再会"逢いたい!"スペシャル』についても本項目で併せて記述する。

## 概要
後述の「逢わせ屋」などのコーナーを中心とした「再会型番組」。当初は特別番組としてスタートし、これの好評を受けてシリーズ化され改編期を中心に放送が行われた。そして2006年10月より木曜19時台にてレギュラー化され、これに伴い進行が安住紳一郎から安東弘樹に交代、タイトルも現行のものに変更された。
番組開始当初は6% - 7%に留まっていた視聴率も2007年4月からは徐々に復調し、回によっては時間帯1位を記録することもあったものの、『総力報道!THE NEWS』のスタートに伴い、2009年3月19日の2時間スペシャルを以って2年半続いたレギュラー放送を終了した。
レギュラー放送終了後は2009年10月8日に3時間スペシャル『徳光和夫の感動再会逢いたい! 涙・涙・涙の3時間スペシャル』として復活放送した。以後も2016年まで不定期で放送されていた。

## 番組内容・主なコーナー
逢わせ屋
特番時代から放送されているメインコーナーで、何らかの理由で逢いたくても逢えない人達の為に再会の手助けをしたいというもの。逢わせ屋は、依頼人の“逢いたい人”を必ず探し出し、再会させてくれるコーナー。ただし、後述の理由により、必ず逢えるとは限らない。
しかしスタジオでは査定員から“逢うべきか?”“逢わざるべきか?”を厳しく問われ、「最後の審判」で査定員の過半数以上の「賛成」を得られて本当に“逢うことが幸せだ”と見なされた者だけが再会できるというもの。「最後の審判」で査定員の過半数以上が「反対」とみなした場合は、再会を果たすことができない。元レギュラー査定員の奈美悦子は、「最初の審判」では「反対」の意見になることがほとんどで、例え不幸な生い立ちを過ごした依頼人や、明らかに相手側に落ち度がある、または特に落ち度等がなく、単純に会いたいと思っている依頼人であっても厳しく問い詰める場面が多い。しかし、最終的には“最後の審判”で「賛成」に変わることがあったが、最後の審判でも他の査定員が「賛成」とする中でも「反対」を貫き通すことも多く、番組の一つの名物になっていた。また、「捨てた家族と再会したい」という余程の落ち度がある依頼人（男性）が登場した際、大多数の査定員がこのシステムを逆手に取って、「逢って逆に不幸になるべき」として最終審査で賛成に投票（査定員の1人であったピーターは「逢って地獄を見ろ」とコメント）、依頼成立となったケースがあった（相手側の事情により、再会はできず）。
2007年4月から一部がリニューアルされ、査定員の数がそれまでの5人から加藤を査定員長とする7人に増員され、依頼人の思いを後押しするサポーター（今までの天野のポジション）として天野を始めとする複数のタレントが出演するようになった（ただし、レギュラーから特番に戻った際に査定員の数が7人から5人に戻り、サポーターも天野固定に戻った）。さらに、逢うべきか?、逢わざるべきか?の審判が最初と最後の2回となり、レギュラー放送末期時点では感動の再会より査定員同士のトークバトルの方に重きを置く傾向となっていた。基本的には賛成が過半数を上回るために"依頼不成立"になることがほとんどなかったが、年に1度程度のペースで、依頼不成立となるケースもあった。2009年1月29日放送分（TBSでの本放送）のファイル2では久々の依頼不成立（賛成：1、反対：6）という結果となった。
依頼成立後に捜索の模様がVTRで放送されるが、「番組スタッフの捜索は断念し、探偵事務所に依頼。そして、番組スタッフの元に見つかったという知らせが!」という形になるのがお約束。しかし、場合によってはこの限りではなく、番組スタッフの捜索によって相手が見つかったケースや、相手が亡くなっていたり、所在が不明となっている場合等で、最終的に探偵事務所に依頼しても見つからず、公的な機関とも協力し、通院歴や戸籍謄本、住民票を元にようやく依頼人を特定したというケースもあった。最終的に成立した依頼人が再会できるかどうかの結果は、スタジオの左サイドにある扉を開くことで判明する。扉を開き、スタジオに相手が居れば、再会を果たす事となる。基本的には感動的な再会になることが多いが、依頼人側に余程の落ち度があったり、再会したとしても相手が依頼人のことを受け入れていない場合では、再会できたとしても、修羅場のような空気になり、最悪の場合喧嘩や罵声の浴びせ合い等が起きることが稀にあった。また、この扉には細工が仕掛けられており、開閉音を大きく収録するために、依頼人は扉を勢い良く開けるように促され、扉の付近には幾つもの集音マイクが取り付けられている。しかし、再会相手がスタジオに来られないケースでは、扉の向こうに以下のどれかがある。
手紙 → 相手の仕事や家庭の都合、遠方、場合によっては国外に居住している、重い病気や障害等の理由など物理的や体調の問題などで収録には出席出来なかったケースが多い。このケースでは収録後日に場所等を指定の上で再会することになる（稀であるが、依頼人側には一切の落ち度がないのに、相手側が「今は逢えないから」という手紙で再会を拒む場合もあった。この際には査定員側から「今収録に来れない理由はないだろう」「今無理ならいつ会うんだよ！」等の発言も上がり、相手側に落ち度があるとして非難の声が多く上がり、再会の話は半ばそっちのけにされた）。基本的には、このケースも収録後日であり、場所等は異なるものの再会を果たすことは出来る為、良い結果として見做される。その際の再会VTRも基本的には収録されるが、相手側の事情で顔出しや出演が出来ないなどの場合は、「後日、依頼人は無事に相手と再開をすることが出来た。」などとナレーションが入る形で対応することがあった。
報告書 → 基本的には厳しい結果になるケース。その状況は相手側によってまちまちであり、相手側が依頼人を全面的に拒絶している、再婚をしている相手の場合は、相手側の現在の家族や職場等の反対によってやむを得ずに断念した、居場所が見つかっても相手側が仕事などによって長期不在や所在不明などによるためなどで番組スタッフと直接逢えない、相手側が既に亡くなっていて遺族や親戚等がいない、相手側が高齢の為施設等に入居しており、依頼人の存在を忘れてしまっており、再会を果たしても依頼人を誰か覚えていないため、番組スタッフと施設が話し合った結果やむを得ず再会を断念した等。
遺影 → 相手が既に亡くなっていて遺族がいるケース。このケースでは相手との再会は果たせないが、遺族が相手の遺影を持って登場するし、遺族と再会を果たす事になる。
また、依頼人がスタジオで直接再会できても、前述のように相手側が依頼人に「私を見捨てた!」と怒りをぶつけて修羅場になり、最悪の事態に陥ってしまったこともあった。
人生の決断
2008年3月13日放送分より、不定期に放送が開始された。

## 過去のコーナー
迷宮のDOOR
このコーナーはレギュラー放送開始当初から放送されていたが、半年で終了。
もうひとつの逢いたい
このコーナーは『逢わせ屋』の番外編であり、主にハンディキャップ対象の再会コーナーであった。

## 出演者

### 司会
- 徳光和夫（逢わせ屋主宰、元日本テレビアナウンサー）

### レギュラー
- 天野ひろゆき（2007年4月からサポーター軍団長、それまでは交渉人として出演、キャイ〜ン）
- 加藤晴彦（レギュラー放送より、2007年3月までは逢わせ屋秘書として、2007年4月から査定員長として出演）
- 安東弘樹（当時TBSアナウンサー。レギュラー放送より）
- 安住紳一郎（TBSアナウンサー。特番時代のみ）

### 査定員（不定期出演者など）
☆印の付記された出演者は、2009年1月8日放送分の「徳光和夫の感動再会!"逢いたい" 芸能人スペシャル」では依頼人ゲストとして出演。
毎回レギュラー
- 加藤晴彦

不定期出演
- 大竹まこと
- 室井佑月
- 江川達也
- 住田裕子
- 中村玉緒
- KABA.ちゃん
- 高橋ジョージ
- 高木美保
- 相田翔子☆
- 千秋
- マツコ・デラックス
- 梅宮辰夫
- 柴田理恵
- 髙田万由子
- 神保美喜
- 梅沢富美男
- 中澤裕子
- 花田勝
- 安藤和津☆
- 麻木久仁子
- 島崎和歌子
- ピーター
- 国生さゆり
- 北斗晶
- 美川憲一
- 西城秀樹
- 山口もえ
- 照英
- 大友康平
- 橋田壽賀子
- 前田美波里
- 堀ちえみ
- 増田恵子
- 安達祐実
- 板東英二

他多数
過去に出演していた査定員
- 飯島愛（番組開始当初 - 2007年3月までレギュラー出演）
- 奈美悦子（番組開始当初 - レギュラー放送終了までレギュラー出演）

### サポーター軍団
2013年3月26日放送分
- 天野ひろゆき（軍団長）
- 杉山真也（TBSアナウンサー）
- 高野貴裕（TBSアナウンサー）

以前放送分のサポーター
- 石井正則（アリtoキリギリス）
- くまきりあさ美
- かつみ♥さゆり
- 城咲仁
- インパルス
- ペナルティ
- さくら
- 魚住りえ（徳光の日本テレビでの後輩にあたる）
- 赤荻歩（TBSアナウンサー）
- 井上貴博（TBSアナウンサー）他多数

### ナレーション
- 垂木勉
- 置鮎龍太郎
- 増谷康紀
- 山本百合子
- 丸尾知子（放送開始 - 2008年9月）
- 住友七絵（2008年10月 - 2009年3月）

## 特番の放送詳細
- 第1弾：2000年 
※当初、天野のポジションは雨上がり決死隊だった。
- 第2弾：2001年
- 第3弾：2002年11月15日（金）18:55 - 20:54
- 第4弾：2003年3月7日（金）18:55 - 20:54
- 第5弾：2003年8月8日（金）18:55 - 20:54
- 第6弾：2004年12月3日（金）18:55 - 20:54
- 第7弾：2005年4月9日（土）19:00 - 20:54
- 第8弾：2005年10月11日（火）18:55 - 20:54
- 第9弾：2006年3月23日（木）18:55 - 20:54
- 芸能人スペシャル：2009年1月8日（木）18:55 - 20:48
※依頼人ゲストは鼠先輩、安藤和津、相田翔子の計3組。
- 最終回スペシャル「徳光和夫の感動再会! またいつか逢いたい・・・」：2009年3月19日（木）18:55 - 20:48
※一部の地域では20:00 - 20:54までの放送となった。
- 単発スペシャル「徳光和夫の感動再会逢いたい!3時間スペシャル」：2009年10月8日（木）19:55 - 22:48
- 単発スペシャル2「徳光和夫の感動再会 逢いたい!スペシャル」：2010年10月1日（金）19:00 - 20:54
- 単発スペシャル3「徳光和夫の感動再会“逢いたい”起死回生3時間SP」2012年9月11日（火）19:00 - 21:48
- 単発スペシャル4「今夜限定!完全復活!“徳光和夫の感動再会 逢いたい”4時間SP」2013年3月26日（火）19:00 - 22:48
- 単発スペシャル5「徳光和夫の感動再会!逢いたい!3時間SP」2013年10月17日（木）19:00 - 21:48
- 単発スペシャル6「徳光和夫の感動再会!逢いたい2時間SP!」2014年4月9日（水）19:00 - 20:54[2][3]。
- 単発スペシャル7「徳光和夫の感動再会!逢いたい3時間SP!」2014年12月28日（日）18:00 - 20:54
- 単発スペシャル8 「今夜限定! 完全復活! 徳光和夫の感動再会! 逢いたい3時間SP」2016年10月11日（火）19:00 - 21:54
※レギュラー放送開始から10周年、復活スペシャルはいずれも全国ネット

## エンディングテーマ
- 開始 - 2006年12月：ナスカ「君の中で僕の中で」
- 2007年1月 - 3月：Plastic Tree「スピカ」
- 2007年4月 - 6月：竹井詩織里「sweet home」
- 2007年7月 - 9月：STARDUST REVUE「愛の歌」
- 2007年10月 - 12月：ゴダイゴ「BIG MAMA」
- 2008年1月 - 3月：山崎ハコ「BEETLE」
- 2008年4月 - 6月：滴草由実「CALLING ME」
- 2008年7月 - 9月：しおり「カナリアの唄」
- 2008年10月 - 12月：稼木美優「桜島（さくら）」
- 2009年1月 - 3月：The JADE「手紙」
- 2010年4月6日（｢波乱万丈!奇跡の感涙スペシャル｣）：シン・ヘソン「僕らの永遠」

## スタッフ
単発スペシャル第7弾（2014年12月28日放送分）
- 構成：櫻井昭宏、川原慶太郎、槇田英司
- TM：荒木健一（TBS）
- TD：山下直（TBS）
- VE：姫野雅美（TBS）
- カメラ：江浦友樹
- 音声：樋口晋作
- 照明：矢作和彦
- 編集：今田隆之
- MA：谷澤宗明
- 音響：加藤博紀、岡本智宏
- ロケ技術：J-crew
- ロケ車輌：BACKDOOR
- 技術協力：The TUBE
- 美術：高松浩則
- 美術制作：町山充洋
- 装置：佐藤恵美
- 操作：波田野満男
- 電飾：井合友美
- メカシステム：庄子泰広
- 装飾：森田琴衣
- 衣装：君和田悦子
- 持道具：寺澤麻由美
- 生花装飾：dosco
- ヘアメイク：アートメイク・トキ
- リサーチ：フルタイム
- 協力：原一探偵事務所 ほか
- TK：伊藤佳加
- デスク：石川素子（TBS）
- 編成：岸田大輔（TBS）
- 宣伝：反町浩之（TBS）
- AD：川崎一輝、伊東愛、鈴木闘匠、薄葉悦美、根岸央
- ディレクター：佐藤圭太、吉田真人、白石堅太郎、肥後智一、青木孝之
- 総合演出：柳岡秀一（ZORO）
- プロデューサー：渡辺英樹（TBS）、山口一美、坂井良美、村田泰介
- 制作協力：MMJ
- 製作著作：TBS

レギュラー版
- 構成：櫻井昭宏、福原フトシ、川原慶太郎、島津秀泰、槇田英司、久保貴義、莊所哲也、塚田ゆみ
- TD：山下直
- カメラ：江浦友樹
- VE：島貫洋
- 音声：中村昌昭
- 照明：小尾浩幸
- 編集・MA：OMNIBUS JAPAN、The TUBE
- 音効：加藤博紀、岡本智宏
- ロケ技術：J-crew
- 美術：高松浩則
- 美術制作：佐藤隆男、山田和泉
- 装置：大森俊也、波多野満男
- 特殊装置：高橋出
- 装飾：田中秀和
- 電飾：清水久敏
- 生花装飾：dosco
- ヘアメイク：アートメイク・トキ
- リサーチ：フルタイム、ジャングルクルーズ、OFFICE HIT
- TK：伊藤佳加
- 編成（2012年9月版）：岸田大輔
- 宣伝：田中瑞穂
- デスク：石川素子
- ディレクター：染谷昌彦、青山優子、田場兼司、山中豪、森田知明、田口龍、吉田真人、福田徳隆、植松義貴、東海林陽、佐藤圭太
- AP：村田泰介、橋むつ美、水田さおり
- 監修→総合演出（2012年9月版）：柳岡秀一（Fact）
- プロデューサー：渡辺英樹（TBSテレビ制作センターバラエティ制作部）/山口一美・坂井良美（MMJ）
- チーフプロデューサー→エグゼクティブプロデューサー：近藤誠（2008年9月 - ）（TBSテレビ制作センターバラエティ制作部）
- 協力：原一探偵事務所、弁護士本山信二郎
- 制作協力：MMJ
- 制作：TBSテレビ
- 製作著作：TBS

過去のスタッフ
- チーフプロデューサー：荒井昌也（レギュラー初期 - 2008年2月7日）→落合芳行（2008年2月14日 - 2008年8月）（TBSテレビ制作センターバラエティ制作部）
- 総合演出→プロデューサー：片山剛（TBSテレビ制作センターバラエティ制作部）

## レギュラー放送時の本番組の扱い
当該時間帯は1982年開始の『そこが知りたい』から続くローカルセールス枠のため、自社制作番組や他系列番組の遅れネットを放送している一部の系列局では番組自体が放送されなかった。また、同時ネット局でも不定期に自社制作番組に差し替えることがあった。この番組の2時間特番がキー局のTBSで編成されている日は、概ね以下のいずれかの対応を取っていた。
- 19時台に自社制作番組を放送し、20:00より2時間特番を1時間に編集し直した特別版を放送する（裏送り）。
- 自社制作番組を休止して19時台より本番組を放送する。

なお当番組終了後、19時台は「総力報道!THE NEWS」が放送されることになったため、このローカルセールス枠は水曜20時台（当初は「水曜ノンフィクション 関口宏のモトをたどれば」）に移動した。

## ネット局と放送時間
| 放送対象地域   | 放送局名                 | 放送時間           | 遅れ       | 備考   |
| -------------- | ------------------------ | ------------------ | ---------- | ------ |
| 関東広域圏     | 東京放送 (TBS)           | 木曜 18:55 - 19:54 | 制作局     | [ 5 ]  |
| 北海道         | 北海道放送 (HBC)         | 木曜 18:55 - 19:54 | 同時ネット | [ 6 ]  |
| 青森県         | 青森テレビ (ATV)         | 木曜 18:55 - 19:54 | 同時ネット |        |
| 岩手県         | IBC岩手放送 (IBC)        | 木曜 18:55 - 19:54 | 同時ネット | [ 7 ]  |
| 宮城県         | 東北放送 (TBC)           | 木曜 18:55 - 19:54 | 同時ネット |        |
| 山形県         | テレビユー山形 (TUY)     | 木曜 18:55 - 19:54 | 同時ネット |        |
| 福島県         | テレビユー福島 (TUF)     | 木曜 18:55 - 19:54 | 同時ネット |        |
| 新潟県         | 新潟放送 (BSN)           | 木曜 18:55 - 19:54 | 同時ネット | [ 8 ]  |
| 富山県         | チューリップテレビ (TUT) | 木曜 18:55 - 19:54 | 同時ネット | [ 9 ]  |
| 石川県         | 北陸放送 (MRO)           | 木曜 18:55 - 19:54 | 同時ネット | [ 10 ] |
| 鳥取県・島根県 | 山陰放送 (BSS)           | 木曜 18:55 - 19:54 | 同時ネット |        |
| 山口県         | テレビ山口 (tys)         | 木曜 18:55 - 19:54 | 同時ネット | [ 11 ] |
| 長崎県         | 長崎放送 (NBC)           | 木曜 18:55 - 19:54 | 同時ネット |        |
| 中京広域圏     | 中部日本放送 (CBC)       | 土曜 12:57 - 14:00 | 遅れネット | [ 12 ] |
| 近畿広域圏     | 毎日放送 (MBS)           | 日曜 12:54 - 14:00 | 遅れネット |        |
| 愛媛県         | あいテレビ (itv)         | 日曜 12:54 - 13:54 | 遅れネット | [ 13 ] |
| 鹿児島県       | 南日本放送 (MBC)         | 土曜 10:15 - 11:15 | 遅れネット |        |
| 沖縄県         | 琉球放送 (RBC)           | 水曜 14:55 - 15:54 | 遅れネット |        |